# Aleksander (Papadopulos)
Aleksander, imię świeckie Aleksandros Papadopulos (ur. 28 października 1936 w Papari, zm. 19 grudnia 2023) – duchowny Greckiego Kościoła Prawosławnego, od 1995 metropolita Mandinii i Kynurii (z siedzibą w Tripoli).

## Życiorys
Święcenia diakonatu przyjął 29 grudnia 1968, a prezbiteratu 27 kwietnia 1969. Chirotonię biskupią otrzymał 5 maja 1984. W latach 1984–1995 sprawował urząd metropolity Naupaktos.
W czerwcu 2016 r. uczestniczył w Soborze Wszechprawosławnym na Krecie.